# Epiphyll

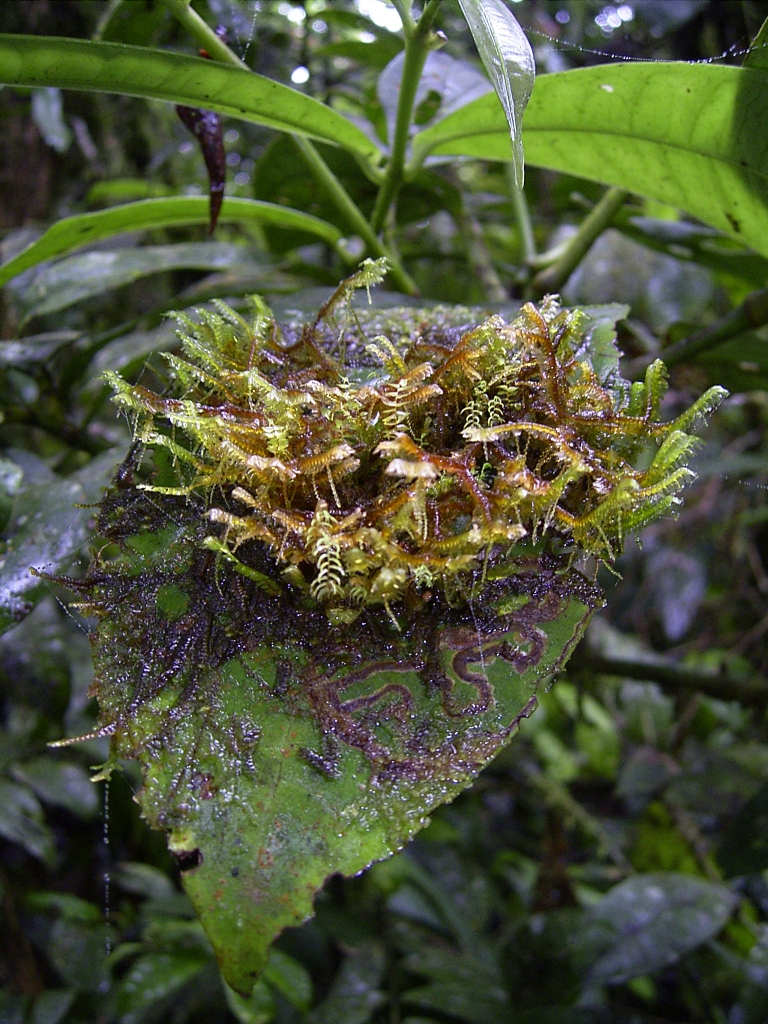
Epiphyllische Moose auf einem Blatt in einem Bergregenwald

Als ein Epiphyll (griech. epi = auf, über, phyllon = Blatt; plural: die Epiphylle) bezeichnet man in der Botanik eine Pflanze oder Flechte, die auf Blättern einer anderen Pflanze wächst, ebenso die Mikroorganismen, die Blattflächen besiedeln. Häufig wachsen Epiphylle auf Blättern in tropischen Regionen, da hier die ständige Wasserversorgung gewährleistet ist. In den meisten Fällen handelt es sich dabei um Moose und Farne sowie Flechten. 
Mit zunehmender Wasserverfügbarkeit können aber auch höhere Pflanzen diesen Lebensraum besiedeln (z. B. in Bergregenwäldern). Epiphylle können ihre Wirtspflanzen schädigen, da sie durch die Abschattung der Blätter deren Photosynthese behindern. 
Manche Epiphylle sind Halbparasiten, da sie mit ihren Rhizoiden in das Trägerblatt dringen und von dort Wasser und Nährsalze aufnehmen.
Den Lebensraum (Habitat) der Epiphylle bezeichnet man auch als Phyllosphäre, wobei dieser insbesondere den Lebensraum der epiphyllen Mikroorganismen meint.
Aufsitzerpflanzen im Allgemeinen werden als Epiphyten bezeichnet.